# Cassia sturtii
Cassia sturtii är en ärtväxtart som beskrevs av Robert Brown. Cassia sturtii ingår i släktet Cassia och familjen ärtväxter. Inga underarter finns listade i Catalogue of Life.